# ヴェネツィア美術アカデミー

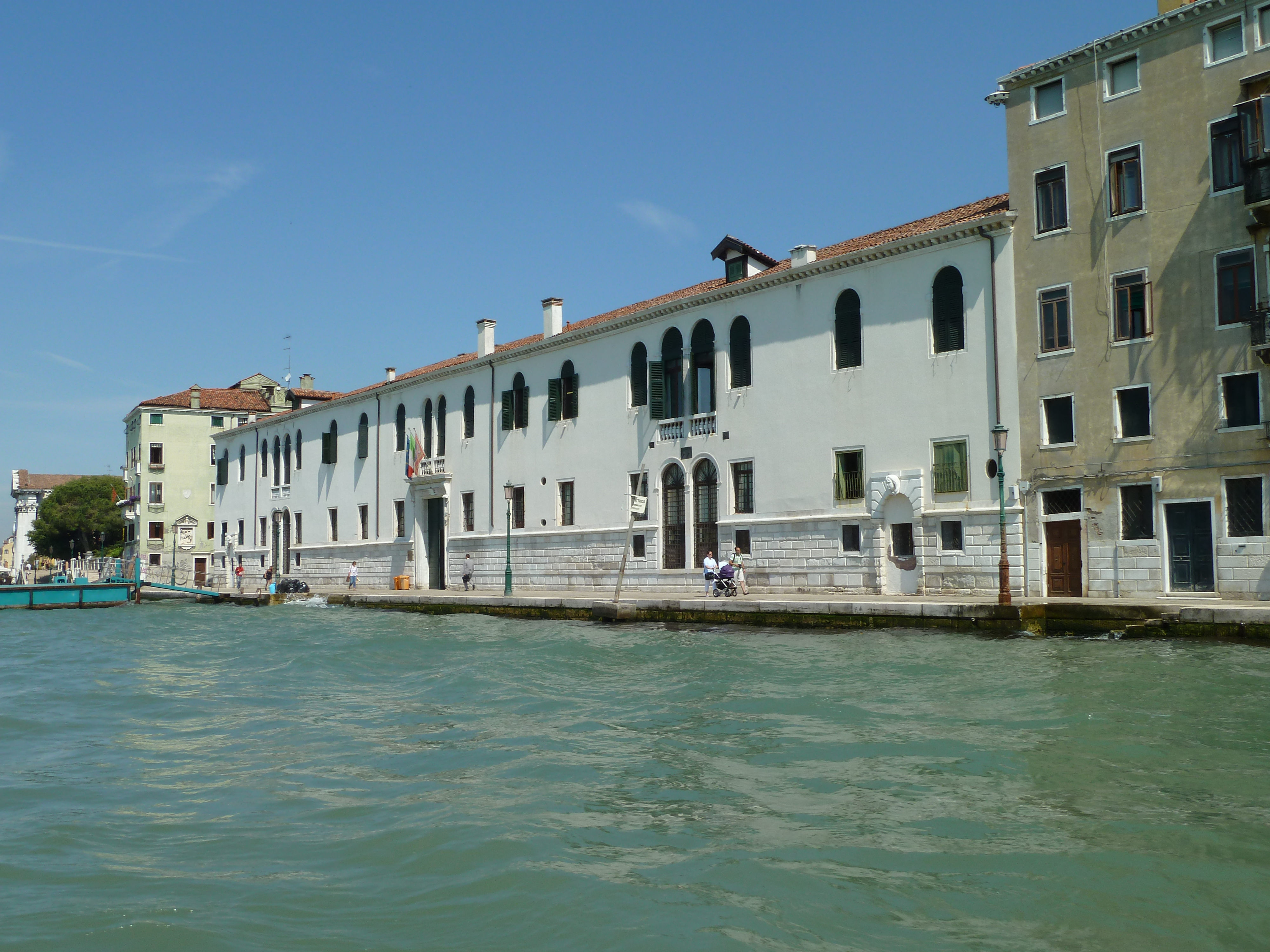
現在のアカデミーが入る Casa degli Incurabili

ヴェネツィア美術アカデミー（Accademia di belle arti di Venezia）は、イタリアのヴェネツィアにある美術学校である。18世紀のヴェネツィアの有名な画家、ジャンバッティスタ・ピットーニ(1687-1767)とジョヴァンニ・バッティスタ・ティエポロ(1696-1770)によって1750年に創設された。

## 歴史
美術アカデミーはヴェネツィア共和国時代の1750年9月24日に設立され、政府からサン・マルコ広場に近い運河沿いの建物、Fonteghetto della Farinaに部屋を与えられた。アカデミーの費用はヴェネツィアの貴族や市民、芸術家によって負担され、最初の校長にはジョヴァンニ・バッティスタ・ピアッツェッタが就任したが、1754年にピアッツェッタが死去した後、資金不足により一旦閉校された。
Francesco Zanchiや Giovanni Maria Morlaiter、Antonio Fossaliといった芸術家に再建が委ねられ、規約が作られ25歳以上の芸術家36人の会員で、毎年4人の学生を教える会員が選ばれることになった。初め肖像画や風景画、彫刻が教えられ、1756年に共和国の議会の承認が得られた。1777年には美術品の修復の工房が設けられた。
1797年にヴェネツィアはナポレオン・ボナパルトの軍隊に侵略され、共和国が崩壊し、1807年にナポレオンの支配下でアカデミーは、民衆に開かれた美術学校に改組され、王立美術アカデミーに改名された。修道院のあった場所に新しい建物が建設されてアカデミーは移され、収集された美術品が1817年にヴェネツィアのアカデミア美術館として一般公開されるようになった。1817年からヴェネツィアはオーストリアの支配するロンバルド＝ヴェネト王国になり、この状態は1866年にイタリアがヴェネト地方を併合するまで続いた。
美術館とアカデミーの分離は1870年ころから始められ、1882年に美術館は独立したが依然としてアカデミーと美術館は同じ建物のn中にあったが、2004年にアカデミーが、元はOspedale degli Incurabilであった場所に移された。

## 関連する教授や学生
- ジョヴァンニ・バッティスタ・ピアッツェッタ (1682-1754)
- ジャンバッティスタ・ピットーニ (1687-1767)
- ジョヴァンニ・バッティスタ・ティエポロ (1696-1770)
- フランチェスコ・ツッカレリ (1702-1788)
- ジョヴァンニ・ドメニコ・ティエポロ (1727-1804)
- フランチェスコ・マジョット (1738-1805)
- テオドロ・マッティーニ (1753-1831)
- ラッタンツィオ・ケレナ (1768-1853)
- ナターレ・スキアヴォーニ (1777-1858)
- フランチェスコ・アイエツ (1791-1882)
- ルドヴィーコ・リッパリーニ (1800-1856)
- ミケランジェロ・グリゴレッティ (1801-1870)
- フェデリコ・モーヤ (1802-1885)
- イッポリト・カフィ (1809-1866)
- カール・フォン・ブラース (1815-1894)
- ポンペオ・マリーノ・モルメンティ (1819-1894)
- アントニオ・ロッタ (1828-1903)
- ジュゼッペ・アッバーティ (1836-1868)
- トランクイッロ・クレモナ (1837-1878)
- フェデリコ・ザンドメーネギ (1841-1917)
- エウジェニオ・プラティ (1842-1907)
- グリエルモ・チアルディ(1842-1917)
- オイゲン・フォン・ブラース (1843-1931)
- ユリウス・フォン・ブラース (1845-1922)
- ジャコモ・ファヴレット (1849-1887)
- アントニエッタ・ブランダイス (1849-1920)
- ルイジ・ノーノ (1850-1918)
- ジュゼッペ・バリソン (1853-1931)
- 長沼守敬(1857-1942)
- ベッペ・チアルディ(1875-1932)
- マリア・ヴィンカ(1878-1939)
- エンマ・チアルディ(1879-1933)
- アメデオ・モディリアーニ (1884-1920)
- カニャッツォ・ディ・サン・ピエトロ(1897-1946)
- ジオラ・ガンディーニ(1906-1941)
- セルジオ・フランツォイ(1929-2022)